# Charlotte Slottsberg
Charlotte Slottsberg, egentligen Gustava Charlotta Slottberg, född 29 maj 1760 i Stockholm, död 29 maj 1800 där, var en svensk balettdansare, en av Sveriges första infödda ballerinor.  Hon är även känd i historien för sitt långvariga förhållande med hertig Karl, den blivande Karl XIII.   Hon tillhörde de första medlemmarna i Kungliga Baletten och betraktades som den kanske främsta infödda svenska ballerinan under sin samtid.  

## Biografi
Charlotte Slottsberg föddes som enda barn till perukmakaren Andreas Slottberg (född 1723) och dansaren Lovisa Charlotta Schubardt (född 1737).  Hennes fars efternamn stavades egentligen Slottberg, inte Slottsberg, men den senare stavningen användes alltid av henne själv.   Föräldrarna bodde vid tiden för hennes födelse i hörnhuset av Svartmangatan och Tyska brinken.   Andreas Slottberg arbetade tidvis som perukmakare åt den franska teatern, Sällskapet Du Londel. År 1770 levde familjen vid Västerlånggatan vid hörnet av Kåkbrinken, och fadern beskrevs som "mycket fattig".

### Balettdansös
Charlotte Slottsberg blev en av Operans mest uppmärksammade och firade premiärdansöser  Hennes mor och hennes mostrar Anna Margareta Schubart (f. 1740) och Sabina Juliana Schubart (f. 1748) var anges år 1770 som yrkesverksamma dansöser.  Det finns inga uppgifter om var de uppträdde, men de anses ha varit antingen tillfälligt verksamma utan fast anställning, eller medelmåttiga och därför inte tilldragit sig någon uppmärksamhet  Det tros dock att det var från sin mor och sina mostrar hon mottog sin första undervisning.
Staden mellan broarna och stortorget var kvarter där många personer med anknytning till teatern bodde, och hon tros tidigt ha blivit bekant med bland andra Louis Gallodier och Betty Olin.   Charlotte Slottsberg uppträdde som barn med sin mor och sina mostrar på mindre scener i Stockholm, och blev sedan anställd som elev vid den franska teatern i Stora Bollhuset.  Hon uppträdde år 1768 i en barnbalett som gavs efter föreställningen La Clochette av den franska teatern på Ulriksdals slott.  
Både modern och mostrarna anställdes vid baletten på Operan efter dessa grundande 1773 liksom Charlotte Slottsberg själv.  Då Operan invigdes samma år var hon tillsammans med Magdalena Lundblad, en av få infödda dansare i den nygrundade Kungliga Baletten.    Charlotte Slottsberg uppträdde i rollen som Hymen i den berömda operaföreställningen Thetis och Pelée med Elisabeth Olin och Carl Stenborg den 23 december 1773. 
I början av hennes karriär skrev Carl Christoffer Gjörwell: "Vår nya Mlle Slottsberg blir en av de största danseuserna i Europa och sätter aldrig sin fot på teatern utan de tätaste aplaudeissements från de kungliga logerna och amphiteatern" (juli 1773). "Den oförlikneliga flickan" Slottsbergs dans i Acis och Galathea spelåret 1773-74, var en av de få enskilda bidrag som fick enstämmigt beröm i denna opera. Antoine Bournonville gav henne år 1784 en roll i Les Meunieres Provencaux, något som beskrivs som början på hennes verkligs storhetstid som dansare, då hon kom att utvecklas och anstränga sig i artistiskt avseende. Hon ska ha varit förälskad i Bournonvilles skönhet, något som en gång fick hertig Karl att skrika åt Bournonville. Hon blev en omtyckt danspartner till Antoine Bournonville och utnämndes till premiärdansös vid Operan år 1787.  
Bland hennes roller fanns Aurora i Procris och Cephal av Grétry mot Carl Stenborg och Lovisa Augusti säsongen 1777-78 och Lucile i pantomimbaletten La Rosiére de Salency av Jean-Rémy Marcadet mot Antoine Bournonville och Carlo Caspare Simone Uttini under 1786-87 års säsong, och som Bellona (gudinna) mot Giovanna Bassi som Pallas i baletten till Gustav Adolf och Ebba Brahe av Louis Gallodier 1787-88 års spelår. Hon uppträdde som herdinna tillsammans med sin mor och Sophie Hagman i Aline - drottning av Golconda av F. Uttini år 1776.  
Hon räknades som Sveriges främsta infödda balettdansare under 1770- och 1780-talen. Slottsberg dansade fram till 1788-89 års säsong.

### Mätress och kurtisan
Charlotte Slottsberg räknades som lyxprostituerad.  Vid denna tid benämndes Stockholms prostituerade under beteckningarna "fruar", "madamer", "mademoiseller af bättre sorten" och "mademoiseller af sämre sorten", och Charlotte Slottsberg räknades som "Mademoiselle af bättre sorten" och kurtisan.   På listan Horor i Stockholm i slutet på 1760-talet förekommer Schubart den äldre, Schubart den andra och Schubart den yngre, som troligen var modern och de båda mostrarna, och på Samling af wisor, poesier och artiga anecdoter från 1786 förekommer fortfarande A G (Anna Margareta "Greta") Schubart. Hennes mor stod upptecknad under namnet "Nöden", och hennes moster Anna Greta Schubart som "Bredlånga". 
Enligt en uppgift ska Charlotte Slottsberg ha prostituerat sig första gången år 1774, för att hjälpa sin far som blivit arresterad i Frankrike för skuld.  År 1774 ska "den lilla sötungen" ha haft en förbindelse med »den gamla otäcka» österrikiske ministern, Joseph Clemens von Kaunitz-Reitberg. 
Bland de personer Charlotte Slottsberg hade en förbindelse med fanns rikskansler Fredrik Sparre och kungliga sekter Carl Wilhelm Seele. Hon ska ha fått ett barn med en greve Posse, möjligen Carl Posse. Då hon avled fanns gamla fordringar på en stor del av Sveriges dåtida maktelit bland hennes kvarlåtenskap, som tydligen brukat köpa hennes tjänster, bland dem överhovstallmästaren friherre Claes Rålamb, Sveriges ambassadör i Österrike Gustaf von Düben, friherre Johan Gustaf Cronhjelm och ryttmästaren vid Adelsfanan Adam Johan Lagerberg
Charlotte Slottsberg var tidvis älskarinna åt hertig Karl och nämns som en av de mer kända bland hans älskarinnor. Deras förhållande varade från mitten av 1776/77 till 1797, men var inte exklusivt. »Slottsbergskan», som hon kallades, fick till skillnad från Sophie Hagman, som hade ett liknande förhållande med hertig Fredrik, inte visa sig öppet vid hovet eller societeten på grund av sitt rykte som kurtisan. 
Förhållandet med hertig Karl var öppet känt och ogillat. Hon ska ha haft inflytande över Karl och använt sig av sitt inflytande för att påverka honom i den ena eller andra riktningen mot kontakt ersättning Även Gustav III ska ha påverkat Karl genom henne, och det sades att Gustav III hade gett henne en hemlig pension i utbyte mot att hon påverkade Karl i politiska frågor för Gustavs räkning. Den 13 april 1790 skrev Sofia Albertina om Charlotte Slottsberg och hertig Karl: "Han är verkligen så förblindad och förhäxad af den där otäcka Slottsberg, som får honom att göra alla dessa dumheter och behärskar honom; själf är hon köpt af kungen, som gifver henne en pension och låter tillhviska henne allt, som han vill att hertigen ska göra" Karl lät henne köras av en sjuglasvagn, annars reserverad för hovdamer, med kuskar i hans livré: detta upphörde på Hedvig Elisabet Charlottas klagomål 1795, då förhållandet blev mer diskret. Johan Magnus af Nordin kallade henne för "konkubinnan, vice hertiginnan och regentinnan m. m.,"
Huruvida hon utövade något inflytande på politiska frågor under hertig Karls tid som regent 1792-96 är inte känt, inte heller om hon någonsin träffade Reuterholm, men det är inte omöjligt Hon omtalades dock i politiska sammanhang. Då siden och kaffe  förbjöds år 1793 sade opinionen i Stockholm: "I Stockholm sades öfverljudt, att så länge mamsellerna Löf och Slottsberg (hertigens maitresser) buro siden och all slags grannlåt, borde sådant ej vara förbjudet"  Hon fick av Karl titeln överfataburshustru vid kungliga hovet.  Hon var väl känd som kurtisan och fick öknamnet »drottning av horornas hop».

### Privatliv
Hon lyckades samla en förmögenhet på sina förbindelser. Själv var hon förälskad i Adolf Fredrik Heitmüller, beridare vid hertig Karls stallstat, som bedrog henne och pantsatte de smycken hon fått av hertigen. Hertig Karl förbjöd henne då att träffa Heitmuller, men under hertigens frånvaro tog paret ändå hans vagn och bjöds på gratis krog och hälsades av allmänheten som trodde dem vara hertigparet. Hertig Karl lät då år 1779 sätta Heitmuller i gäldstuga, men Slottsberg besökte honom i fängelset och bjöd honom på mat ur en silverbricka som hon fått i present av hertigen.  
Hon levde i en våning i hörnhuset av Stadssmedjegatan och Salviigränd "med all den elegans, som tillhörde en grande cocotte". Hon skattade för sidenmöbler, hyrde ut rum åt familjen Adrien Masreliez och hade även sin mor boende hos sig samt en personal på en kusk, en betjänt, en kökspiga och en huspiga. Hennes bibliotek var stort och omfattade en del politisk litteratur. Hon ägde även en liten lantegendom, ett sommarnöje eller sommarvilla vid Järva krog, nära Ulriksdals slott och mittemot Schröderheims egendom
År 1799 gifte hon sig med den jämnårige kapten Adolph Granholm, före detta sjöofficer vid flottan, som beskrivs som en man »med passabelt vacker figur men dum som en oxe». Äktenskapet ska ha väckt stort uppseende. Hon hade redan i augusti 1798 förlovat sig med "en ung pojke, benämnd Jerlin", son till en oldfru på Ulriksdal, men det äktenskapet tycks aldrig ha inträffat Hon hade upprättat ett äktenskapskontrakt där maken avsade sig rätten till samlag, rätten till hennes egendom samt att lyda henne i utbyte mot ett underhåll på 1000 rdr rgs
Då hon dog år 1800 lät hertig Karl beslagta hennes kvarlåtenskap trots moderns och makens protester, med motiveringen att hon hade en skuldförbindelse till honom som uppsteg till hela kvarlåtenskapens samlade värde. Det var, som landshövding Nordin beskt säger, »just ej så särdeles kungligt agerat». Hon fick en ståtlig begravning i Jacobs kyrka.

## Brev
I Sparreska brevsamlingen på Ericsberg finns ett välkänt brev från Charlotte Slottsberg till dåvarande riksrådet, senare rikskansler Fredrik Sparre: 
| ” | Nådige herre. Då jag fördristar mig att tillskrifva Eders Excellens med mina rader så får jag tillika ödmjukast bedja det E. Exl. ej tager illa opp att jag gör en påminnelse om det angelegna brefvet som E. Exlns tog ur potporikrukan i min sängkammare och som jag ej med godvilligt samtycke tillätt Ers Exlens att ta me sig det är nu andra gånnen som jag skrifvit till E. Exlens derom utan att få igen det och jag väntade af en sådan förnem herre att han ej skulle bära sig så åt. Jag måste ha det innan afton ty den högt förneme herrn ^ som då kommer till mig och som glömt brefvet hos mig lär väl ej veta att det varit ur mina rum, men jag tar mig den dristighet att säga, att om det ej är tillbaka innan dess så talar jag om att Ers Exl. har tagit brefvet med sig och det vill väl ej Ers. Exl. för någon del och utom den ånnest som jag nu har haft för E. Exl. skull så ska enda allt bli glömt sedan jag fått igen brefvet och E. Exl. får räkna på lika mycken favör som förut. Klockan nio i afton måste brefvet vara hos mig Ers Exlens ödmjukaste tjenarinna Ch. Slottsberg. | „ |